# Отцовское проклятие
«Отцовское проклятие» (фр. La malédiction paternelle) — картина французского художника Жана Батиста Грёза. На картине изображена сцена семейной драмы, когда сын объявляет отцу о своём уходе в армию, а отец проклинает его. Другие присутствующие члены семьи, три женщины и двое детей, предположительно его мать и его четверо братьев и сестер, иллюстрируют продолжающуюся драму. Слева одна из женщин пытается остановить отца от проклятия сына, но, по-видимому, тщетно. Другие персонажи пытаются убедить, с помощью драматических жестов и действий, маленького сына не уходить из дома. Одна из женщин умоляет его, сложив руки, в то время как один из детей хватает юношу за рубашку в тщетной попытке остановить его. У двери, справа, солдат наблюдает драматическую сцену, ожидая, когда мужчина пойдет с ним.
«Отцовское проклятие» составляет пару с другой картиной Грёза — «Наказанный сын». Впервые картина была выставлена на Парижском салоне 1777 года, где ее единодушно похвалили такие художественные критики, как Дени Дидро. Картина была приобретена в 1820 году и в настоящее время находится в 51 зале на 2 этаже галереи Сюлли в Лувре.